# Bari
Bari (Vare IPA: ['va:rə] en el antiguo dialecto barese; Bare IPA: ['ba:rə] en dialecto barese; griego antiguo: Βάριον; griego: Μπάρι; latín: Barium; italiano: Bari) es una ciudad de Italia, capital de la Ciudad metropolitana homónima y de la región de Apulia. Es la tercera principal ciudad de la Italia meridional tras Nápoles y Palermo. Se localiza en la costa del mar Adriático y su provincia (Ciudad metropolitana desde el 1/1/2015) es la quinta en extensión del país. Limita con las comunas de Adelfia, Bitonto, Bitritto, Capurso, Giovinazzo, Modugno, Mola di Bari, Noicattaro, Triggiano y Valenzano.

## Geografía
Bari está situada sobre el Mar Adriático en el centro de su Ciudad metropolitana, entre la provincia de Brindisi y la provincia de Barletta-Andria-Trani. El territorio es esencialmente llano y posee una costa de 42 km de longitud.
|                            |                                   |                                         |
| Oeste: Bitonto, Giovinazzo |                                   | Este: Mola di Bari,                     |
| Suroeste: Modugno          | Sur: Adelfia, Bitritto, Valenzano | Sureste: Triggiano, Capurso, Noicattaro |

| Parámetros climáticos promedio de Bari (Aeropuerto de Bari-Palese), 1971-2000 | Parámetros climáticos promedio de Bari (Aeropuerto de Bari-Palese), 1971-2000 | Parámetros climáticos promedio de Bari (Aeropuerto de Bari-Palese), 1971-2000 | Parámetros climáticos promedio de Bari (Aeropuerto de Bari-Palese), 1971-2000 | Parámetros climáticos promedio de Bari (Aeropuerto de Bari-Palese), 1971-2000 | Parámetros climáticos promedio de Bari (Aeropuerto de Bari-Palese), 1971-2000 | Parámetros climáticos promedio de Bari (Aeropuerto de Bari-Palese), 1971-2000 | Parámetros climáticos promedio de Bari (Aeropuerto de Bari-Palese), 1971-2000 | Parámetros climáticos promedio de Bari (Aeropuerto de Bari-Palese), 1971-2000 | Parámetros climáticos promedio de Bari (Aeropuerto de Bari-Palese), 1971-2000 | Parámetros climáticos promedio de Bari (Aeropuerto de Bari-Palese), 1971-2000 | Parámetros climáticos promedio de Bari (Aeropuerto de Bari-Palese), 1971-2000 | Parámetros climáticos promedio de Bari (Aeropuerto de Bari-Palese), 1971-2000 | Parámetros climáticos promedio de Bari (Aeropuerto de Bari-Palese), 1971-2000 |
| Mes                                                                           | Ene.                                                                          | Feb.                                                                          | Mar.                                                                          | Abr.                                                                          | May.                                                                          | Jun.                                                                          | Jul.                                                                          | Ago.                                                                          | Sep.                                                                          | Oct.                                                                          | Nov.                                                                          | Dic.                                                                          | Anual                                                                         |
| ----------------------------------------------------------------------------- | ----------------------------------------------------------------------------- | ----------------------------------------------------------------------------- | ----------------------------------------------------------------------------- | ----------------------------------------------------------------------------- | ----------------------------------------------------------------------------- | ----------------------------------------------------------------------------- | ----------------------------------------------------------------------------- | ----------------------------------------------------------------------------- | ----------------------------------------------------------------------------- | ----------------------------------------------------------------------------- | ----------------------------------------------------------------------------- | ----------------------------------------------------------------------------- | ----------------------------------------------------------------------------- |
| Temp. máx. abs. (°C)                                                          | 24.0                                                                          | 24.0                                                                          | 27.2                                                                          | 32.6                                                                          | 39.1                                                                          | 41.4                                                                          | 44.2                                                                          | 44.8                                                                          | 39.0                                                                          | 35.2                                                                          | 26.8                                                                          | 23.0                                                                          | 44.8                                                                          |
| Temp. máx. media (°C)                                                         | 12.6                                                                          | 12.9                                                                          | 15.0                                                                          | 18.0                                                                          | 22.8                                                                          | 26.8                                                                          | 29.2                                                                          | 29.2                                                                          | 25.9                                                                          | 21.5                                                                          | 16.8                                                                          | 13.9                                                                          | 20.4                                                                          |
| Temp. media (°C)                                                              | 8.8                                                                           | 8.9                                                                           | 10.7                                                                          | 13.3                                                                          | 17.8                                                                          | 21.8                                                                          | 24.3                                                                          | 24.3                                                                          | 21.1                                                                          | 17.1                                                                          | 12.7                                                                          | 10.1                                                                          | 15.9                                                                          |
| Temp. mín. media (°C)                                                         | 4.9                                                                           | 4.8                                                                           | 6.3                                                                           | 8.6                                                                           | 12.9                                                                          | 16.7                                                                          | 19.3                                                                          | 19.4                                                                          | 16.3                                                                          | 12.6                                                                          | 8.6                                                                           | 6.2                                                                           | 11.4                                                                          |
| Temp. mín. abs. (°C)                                                          | −5.9                                                                          | −3.0                                                                          | −2.4                                                                          | 1.1                                                                           | 5.3                                                                           | 7.8                                                                           | 12.8                                                                          | 12.8                                                                          | 8.4                                                                           | 1.0                                                                           | 0.0                                                                           | −1.6                                                                          | -5.9                                                                          |
| Precipitación total (mm)                                                      | 53.7                                                                          | 64.2                                                                          | 42.0                                                                          | 40.5                                                                          | 34.9                                                                          | 23.3                                                                          | 25.4                                                                          | 30.4                                                                          | 59.7                                                                          | 61.5                                                                          | 72.7                                                                          | 54.3                                                                          | 562.6                                                                         |
| Días de precipitaciones (≥ 1 mm)                                              | 6.7                                                                           | 7.7                                                                           | 6.8                                                                           | 6.2                                                                           | 5.2                                                                           | 3.7                                                                           | 2.6                                                                           | 3.5                                                                           | 5.0                                                                           | 6.3                                                                           | 7.7                                                                           | 7.1                                                                           | 68.5                                                                          |
| Humedad relativa (%)                                                          | 77                                                                            | 74                                                                            | 72                                                                            | 68                                                                            | 68                                                                            | 65                                                                            | 64                                                                            | 65                                                                            | 68                                                                            | 72                                                                            | 76                                                                            | 78                                                                            | 70.6                                                                          |
| Fuente: Servizio Meteorologico (humedad 1961–1990)                            |                                                                               |                                                                               |                                                                               |                                                                               |                                                                               |                                                                               |                                                                               |                                                                               |                                                                               |                                                                               |                                                                               |                                                                               |                                                                               |

## Historia
Fue fundada por los peucetios y floreció en tiempos de los romanos, que intuyeron su estratégica posición para los tráficos comerciales con el Oriente.
Durante el Medievo se la disputaron los lombardos, romanos de oriente (bizantinos) y sarracenos. En el siglo IX fue conquistada por los musulmanes, quienes establecieron un emirato en la ciudad durante los años 847-871. En el marco de la reconquista del sur de Italia llevada a cabo por el emperador bizantino Basilio I, la ciudad fue recuperada en el año 871 por el emperador franco Luis II y el almirante griego Nicetas, con la ayuda de contingentes eslavos y una flota de las ciudades dálmatas. Tras romperse la alianza entre Luis II y los bizantinos, estos últimos tomaron la ciudad en 876.
Tuvo gran desarrollo como centro religioso alrededor del 1100, tras la construcción de la basílica dedicada a san Nicolás. Las Cruzadas y el reinado de Federico II dieron otro impulso económico a la ciudad.
Durante la Baja Edad Media y la Edad Moderna, Bari estuvo bajo dominio de los Anjou, de la Corona de Aragón (más tarde Monarquía Hispánica) y de Venecia.
En 1813, la ciudad comenzó a expandirse más allá de sus murallas. Experimentó así un rápido crecimiento demográfico, alcanzando los 94.000 habitantes hacia 1900 y los 400.000 en los años 1970.
Durante la Segunda Guerra Mundial, el puerto de Bari sufrió dos catástrofes importantes. El 2 de diciembre de 1943, un ataque por sorpresa de la Luftwaffe alemana hundió 28 naves aliadas que estaban fondeadas en el puerto y averió otras 12. Una de las naves llevaba un cargamento secreto de bombas de gas mostaza, un arma química cuyo escape causó 89 muertes y centenares de heridos. En las últimas semanas de la guerra, el 9 de abril de 1945, un barco estadounidense explotó en el puerto. La onda expansiva causó más de 300 muertos y dañó gravemente el centro histórico, incluyendo la catedral, la basílica de San Nicolás y la iglesia rusa.

## Demografía
| Gráfica de evolución demográfica de Bari entre 1861 y 2001 |
|                                                            |
| Fuente: ISTAT (elaboración gráfica de la Wikipedia)        |

## Monumentos

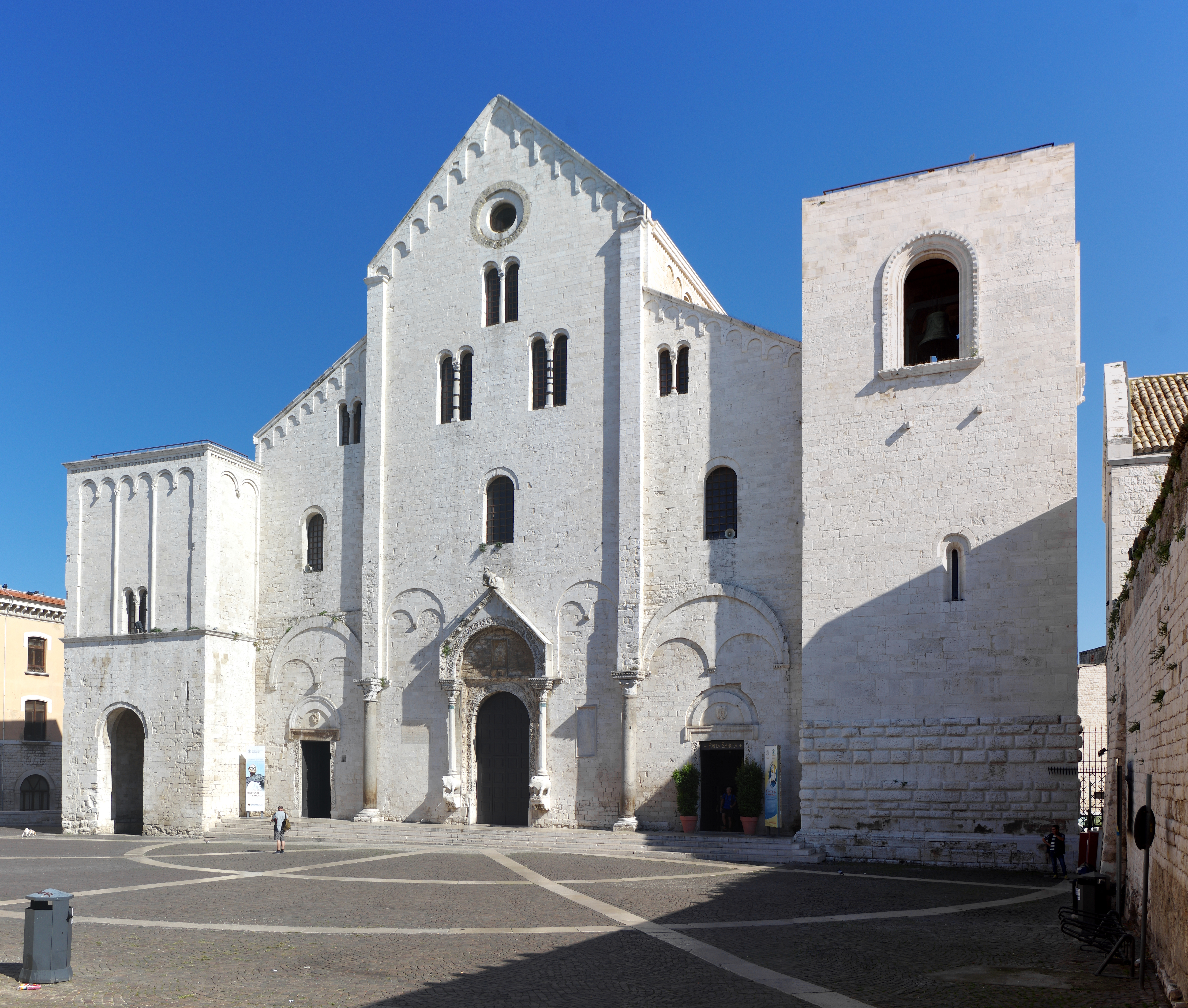
Basílica de San Nicolás

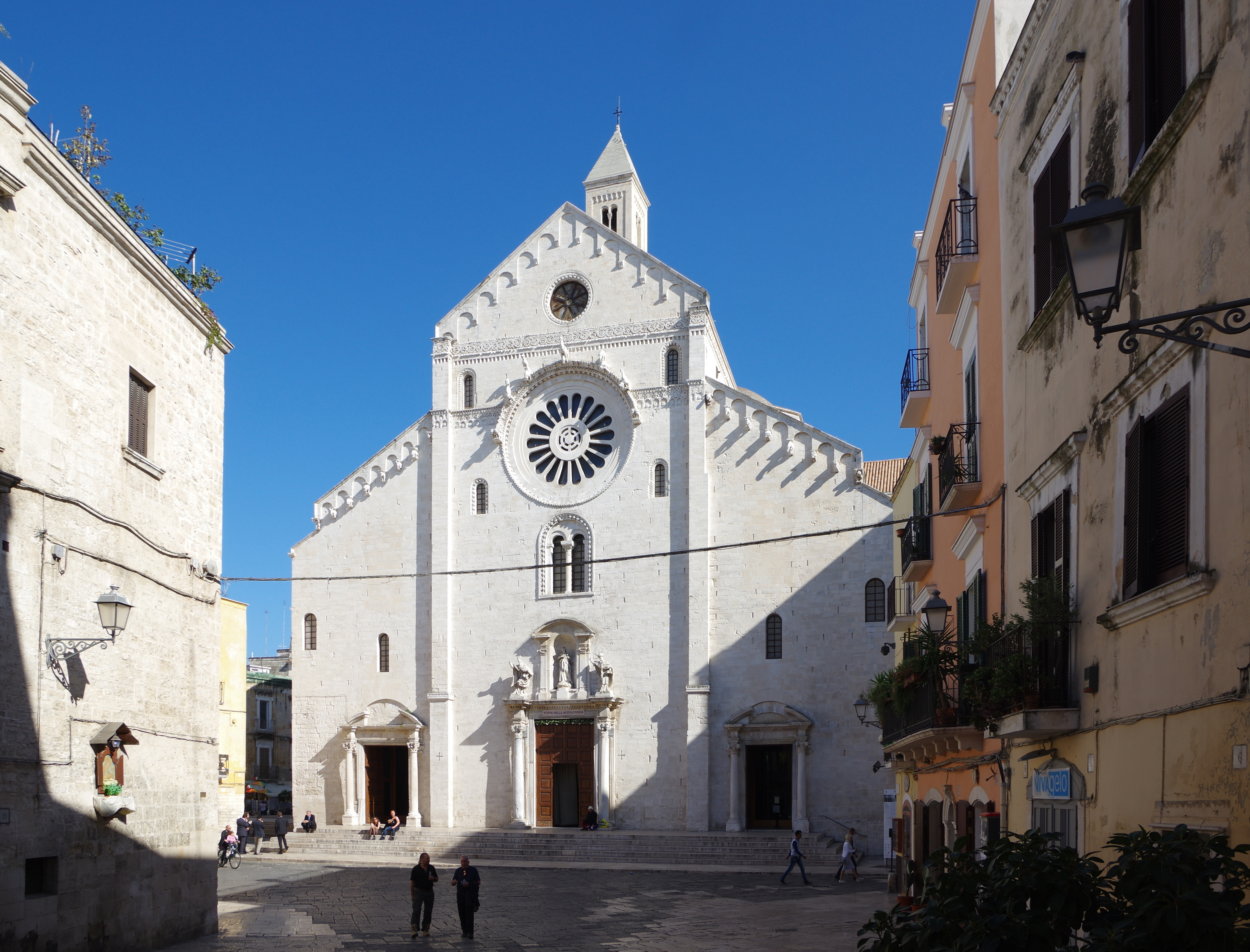
Catedral de San Sabino

- Castillo de Bari: Lo fundaron los normandos alrededor del año 1000. Federico II lo reedificó completamente en 1233.
- Catedral basílica de San Sabino, erigida de 1170 a 1178 y dedicada a San Sabino.
- Basílica de San Nicolás, fundada en 1087.
- Palazzo Mincuzzi, grandes almacenes
- Palazzo della Provincia, edificio institucional

## Educación
|  | Universidad         | Fundación | Acrónimo | Tipo    |
|  | ------------------- | --------- | -------- | ------- |
|  | Universidad de Bari | 1925      | UNIBA    | Pública |
|  | Politécnico de Bari | 1990      | PoliBA   | Pública |

La Universidad de Bari es una de las escuelas superiores más prestigiosas del mundo, destacando en áreas como el Derecho o la medicina.

## Cultura

### Teatros

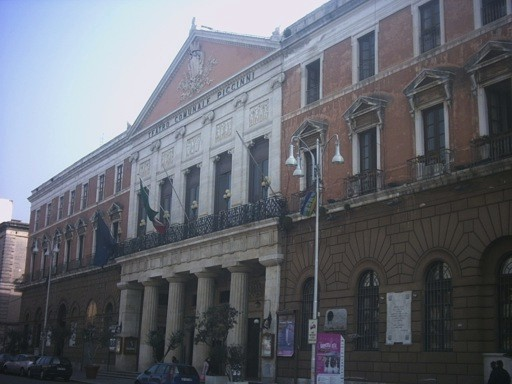
Teatro Piccinni

- Teatro Petruzzelli
- Teatro Margherita
- Teatro Piccinni
- Teatroteam
- Teatro Abeliano
- Teatro Kursaal Santalucia
- Teatro Kismet
- Teatro Duse
- Teatro Purgatorio
- Piccolo Teatro
- Teatro dell'Anonima
- Casa di Pulcinella
- Teatro Barium

## Deportes
| Equipo                       | Deporte | Competición | Estadio           | Creación |
| ---------------------------- | ------- | ----------- | ----------------- | -------- |
| Società Sportiva Calcio Bari | Fútbol  | Serie B     | Stadio San Nicola | 1908     |

| Predecesor: Languedoc-Rosellón | Ciudad Mediterránea 1997 | Sucesor: Túnez |

## Transportes
|  | Aeropuerto                | Código IATA | Código OACI |
|  | ------------------------- | ----------- | ----------- |
|  | Aeropuerto de Bari-Palese | BRI         | LIBD        |

## Ciudades hermanadas
Bari está hermanada con las siguientes ciudades:
- Bandung (Indonesia)
- Banja Luka (Bosnia y Herzegovina)
- Batumi (Georgia)
- Bolonia (Italia)
- Cantón (China)
- Corfú (Grecia)
- Durrës (Albania)
- Mar del Plata (Argentina)
- Palma de Mallorca (España)
- Mendoza (Argentina)
- San Miguel de Allende (México)